# 테라스

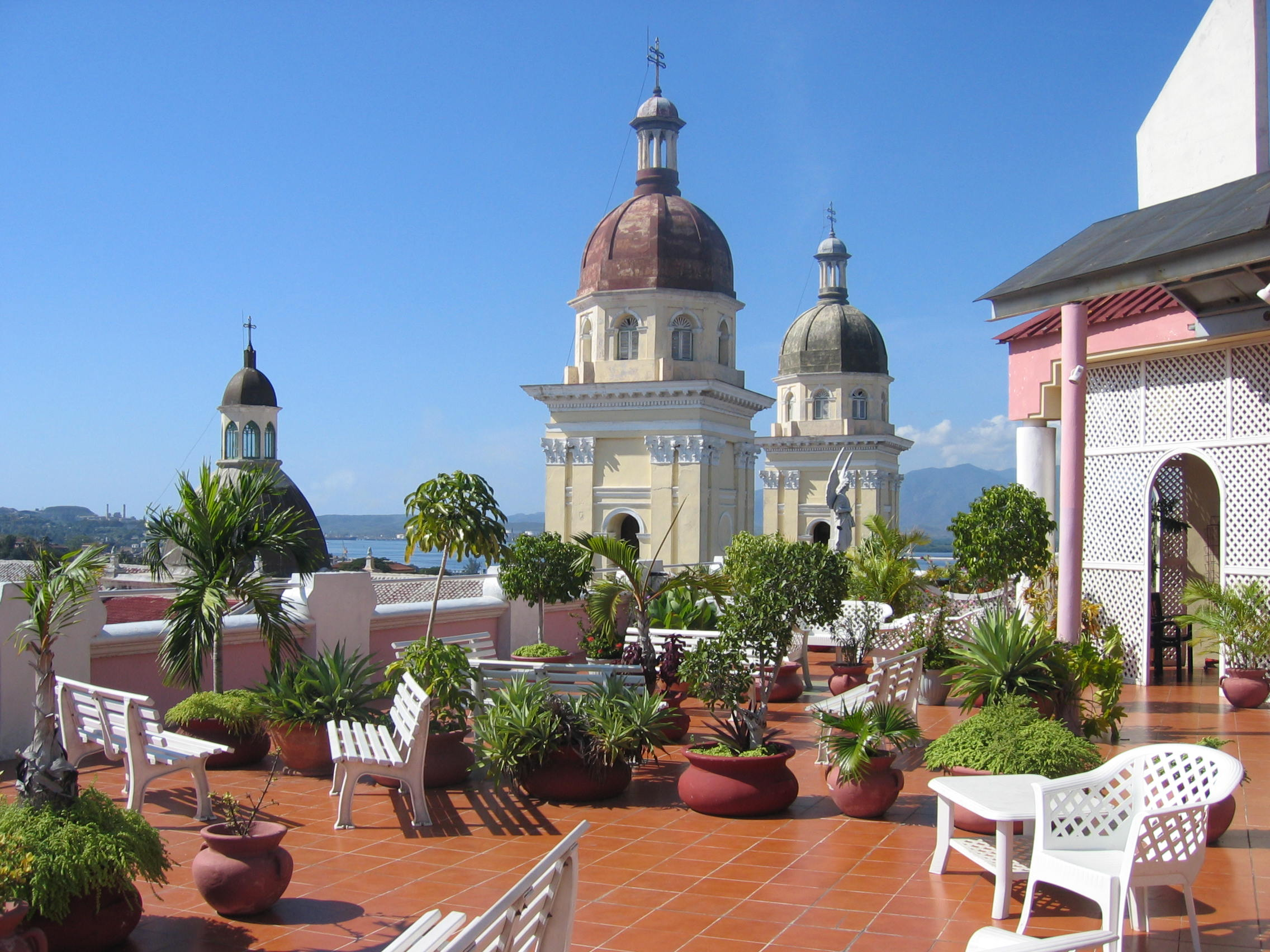

테라스(terrace) 또는 노단은 실내에서 직접 밖으로 나갈 수 있도록 방의 바깥쪽으로 만든 난간이자 건물을 외곽으로 확장한 형태로, 건물의 위층에 설치한다. 발코니보다 큰 규모의 공간으로 지붕이 없고, 다양한 용도로 사용하는 곳이다. 가끔은 작은 수영장이나 자쿠지(옥외 욕조)를 테라스에 설치하기도 한다.

## 같이 보기
- 로지아(Loggia) - 한쪽이 트인 회랑(주랑)
- 바닥, 데크(Deck) - 평평하게 넓이를 이룬 부분
- 현관, 포치(Porch) - 건물의 출입문이나 건물에 붙이어 따로 달아 낸 문간
- 난간, 베란다(Veranda, Verandah)
- 환경 디자인